# The Linux Documentation Project
The Linux Documentation Project (TLDP) è un progetto su base volontaria per la redazione della documentazione riguardante i sistemi Linux-based. La documentazione delle funzionalità, qualunque esse siano (basso livello o alto livello), non viene scritta in maniera casuale, ma segue un paradigma ben preciso definito nell'TLDP. Il coordinatore generale del progetto è Greg Hankins.
In Italia L'ILDP si propone di aiutare la diffusione di GNU/Linux e del software libero tramite la produzione di documentazione, direttamente in lingua italiana o traducendola da altre lingue.